# Цифрова нерівність
Цифрова́ нері́вність (англ. digital divide, digital inequality) — (цифровий розрив, інформаційна нерівність, інформаційний або цифровий розкол, цифрове або електронне провалля, комп'ютерний вододіл і низка інших виразів використовуються як синоніми)
1. Новий вид соціальної диференціації, що витікає з різних можливостей використання новітніх ІТ.
2. Термін, характерний прибічникам концепцій, що пов'язують долі інформаційних структур, засобів і процесів їх нерівномірного розповсюдження серед громадян з питаннями громадянських прав і матеріального добробуту.
3. Цифровою нерівністю називають нерівність у доступі до різноманітних можливостей, тобто в економічній, соціальній, культурній, освітній галузях, які поглиблюються в результаті нерівного доступу до комп'ютерних технологій.
4. Термін «цифрова нерівність» описує ситуацію, яка виникає, коли в суспільстві існують соціальні групи, які мають доступ до сучасних цифрових технологій комунікації (насамперед, до Інтернету), і тими, хто не має. Дане визначення, пов'язане з наявністю або відсутністю доступу до технологій, може бути застосоване як до різних товариств в рамках однієї країни (внутрішня цифрова нерівність), так і до кількох країн або регіонах (міжнародне цифрова нерівність).

Подолання глобальної цифрової нерівності, яка існує між багатими та бідними країнами, було однією з головних цілей Всесвітнього саміту з питань інформаційного суспільства.

## Політичні аспекти цифрової нерівності
У політичній науці дана проблематика активно розробляється не тільки у зв'язку з потребами теоретичного аналізу політичної комунікації, але і з позицій нагальною політичної практики. Серед найбільш часто досліджуваних питань слід зазначити:
- по-перше, проблему наслідків наявної де-факто різниці між користувачами й не користувачем Інтернету для політичного життя. Особливо гостра дискусія розгорнулася з проблем політичних уподобань і культури участі активних інтернет-користувачів;
- по-друге, цілий комплекс питань виникає у зв'язку з державною політикою в галузі зменшення цифрової нерівності. З одного боку, велике число дослідників вважають ліквідацію цифрової нерівності обов'язком будь-якого демократичного уряду, базовий принцип існування якого — рівність можливостей всіх громадян. З іншого боку, деякі дослідники ставлять під сумнів принципову необхідність державних програм у цій галузі, вказуючи, що технічні нововведення у сфері комунікацій завжди переживають період поступової адаптації, як це було, наприклад, з впровадженням фіксованого телефонного зв'язку, радіо і телебачення, і що до кінця періоду адаптації нерівність під впливом ринкових механізмів природним чином зникає.
- по-третє, проблема цифрової нерівності особливо наочно представлена на рівні світової спільноти. Вона полягає в тому, що сучасні інформаційні технології підсилюють нерівність між розвиненими країнами та країнами, які розвиваються. Не встигли найбідніші країни світу побудувати звичайну телефонну мережу, як зіткнулися з необхідністю створення новітніх мереж мобільного зв'язку та Інтернету.

## Проєкти по розв'язанню проблеми

### OLPC(OneLaptopPerChild)
Проєкт ініційований Ніколасом Негропонтом (Nicholas Negroponte) задля забезпечення доступу до інформації, новітніх технологій, інтернету тощо дітям у країнах третього світу. Планується досягти вартості одного ноутбука у 100$, реальна ж ціна на сьогодні становить 200$. Принцип продажі та розповсюдження наступний: при купівлі одного ноутбука у країні з розвиненою економікою один комп'ютер іде безплатно дитині з країни третього світу.

### Simputer(Simple Computer)
Сімпутер розроблений науковцями з Індії та дає можливість простого використання комп'ютером. Сімпутером можуть користуватись й ті, хто не вміє читати (ця проблема особливо гостро стоїть у Індії). Інтерфейс Сімпутера легкий та природний, він легко транспортується, працює на батареї, енерго-економічний, спроможній витримати високу температуру та дешевий[джерело?].

## Факти/Приклади
У зв'язку з постійним зростанням кількості ІКТ, вчені виділяють й інші аспекти цифрової нерівності окрім фізичного доступу. Відсутність базових цифрових навичок чи базової медіаграмотності — одні з найпоширеніших ознак інформаційної нерівності.
Згідно з дослідженням цифрових навичок українців, яке було проведено у 2021
- 47,6 % українців та українок у віці від 17 до 70 років володіють цифровими навичками на рівні нижче середнього
- у 11,2 % такі навички відсутні

Інформаційна нерівність особливо помітна між старшими та молодшим поколінням, чоловіками та жінками, міськими та сільськими жителями.

## Уроки цифрової нерівності
Аналіз ведення політики боротьби з цифровою нерівністю, що існує багатьох країнах світу, дозволяє виділити деякі уроки, а саме:
1. боротьбу проти «цифрової нерівності» в країні — очолює держава;
2. політика такої боротьби спирається на легалізовані державні документи високого рівня, який містить сформульовані політичні зобов'язання відповідних органів;
3. досягнення успіху у подоланні «цифрової нерівності» вимагає постійних оновлень законодавства;
4. доступ до мережі інтернет повинен стати загальнодоступним сервісом.

## Міністерство цифрової трансформації України
У 2019 році було створено Міністерство цифрової трансформації України, метою якого є формування та реалізація державної політики у сферах:
- цифровізації, цифрового розвитку, цифрових інновацій та технологій, розвитку інформаційного суспільства, інформатизації;
- розвитку цифрових навичок та цифрових прав громадян;
- відкритих даних, розвитку національних електронних інформаційних ресурсів та інтероперабельності, розвитку інфраструктури широкосмугового доступу до Інтернету та телекомунікацій, електронної комерції та бізнесу; у сфері надання електронних та адміністративних послуг.[6]